# Ron Galella

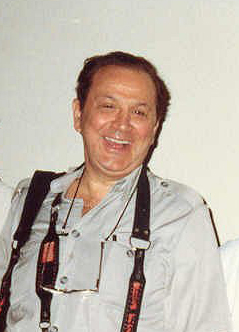
Ron Galella (1988)

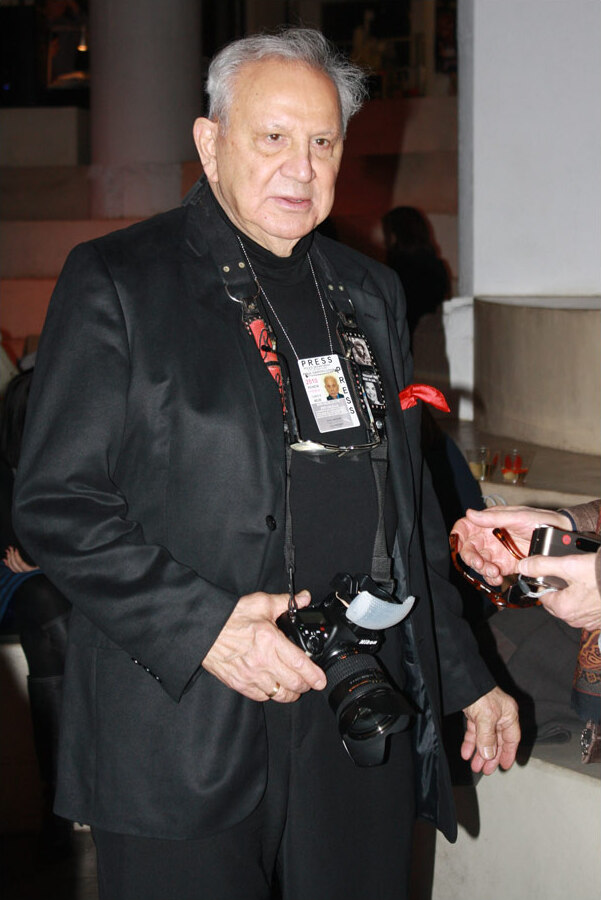
Ron Galella (2010)

Ron Galella (* 10. Januar 1931 in der Bronx, New York City, New York; † 30. April 2022 in Montville, New Jersey) war ein US-amerikanischer Fotograf. Er war ein Paparazzo und gilt als Mitbegründer der Sensationspresse, die er überdies zur Kunstform erhob.

## Leben
Galella wurde als Kind italienischer Einwanderer geboren. Sein Vater war Schreiner. Seine Karriere begann als Fotograf bei der Air Force. Mit Anfang zwanzig zog er nach Los Angeles und machte eine Ausbildung zum Fotojournalisten. In seiner Freizeit fotografierte er auf Filmpremieren die eintreffenden Stars und Sternchen und verkaufte die Bilder an National Enquirer oder Fotoplay.
Sein berühmtestes Foto, das Bild der „windblown Jackie“, schoss Galella im Jahr 1971 aus einem fahrenden Taxi heraus: Auf dem schwarz-weißen Foto ist im von ihren Haaren umwehten Gesicht Jackie Kennedys der Ansatz eines beginnenden Lächelns zu sehen. Diesen Moment bewertet Ron Galella bei Menschen generell als den magischsten überhaupt. Daher bezeichnet der Paparazzo dieses Foto als seine Mona Lisa.
Von ihm wurden u. a. Fotos von Audrey Hepburn, Robert Redford, Madonna, Muhammad Ali, Yves Saint Laurent, Ali MacGraw, Richard Burton, Sean Penn und Aristoteles Onassis veröffentlicht. Von Marlon Brando bekam Ron Galella im Juni 1973 durch einen Faustschlag die unteren Schneidezähne eingeschlagen und den Kiefer gebrochen, da sich der Schauspieler auf der Straße nicht ohne Sonnenbrille fotografieren lassen wollte. Dabei verletzte sich Marlon Brando an der Hand, die später im Krankenhaus genäht werden musste. Nach diesem Vorfall trug Galella fortan häufig während seiner Arbeit zum Schutz einen American-Football-Helm. Im Jahr 1974 fotografierte Paul Schmulbach Galella, wie dieser – den Helm tragend – Marlon Brando im Hotel Waldorf Astoria in New York mit einer Kamera verfolgte.
Jackie Kennedy verklagte Galella. Nach einem ersten Gerichtsverfahren im Jahr 1972 durfte sich der ständig auflauernde Galella ihr nicht mehr unter 25 Fuß nähern. In einem zweiten Urteil 1982 musste Ron Galella das Versprechen geben, Jacqueline Kennedy bis an ihr Lebensende nicht mehr zu fotografieren, da er die erste Auflage viermal gebrochen hatte. Andy Warhol dagegen verehrte den Fotografen. Liz Taylor verwendete für ihre Autobiographie acht Bilder von ihm.
Galella starb am 30. April 2022 im Alter von 91 Jahren zu Hause in New Jersey.

## Ausstellungen
- Foam (Amsterdam), 2012 – Ron Galella. Paparazzo Extraordinaire!
- C/O Berlin, 2011/2012 – Ron Galella. Paparazzo Extraordinaire.
- Museum für Fotografie (Berlin), 2008 – Pigozzi and the Paparazzi – with Salomon, Weegee, Galella, Angeli, Secchiaroli, Quinn and Newton.
- Power House Gallery, Lunenburg (Kanada), 2006 – The Kennedys.
- Galerie Wouter van Leeuwen, Amsterdam, 2005 – Photography with the PAPARAZZI approach.
- Andy Warhol Museum, Pittsburgh, 2002 – „Off Guard: The Photographs of Ron Galella“.
- Paul Kasmin Gallery, New York, 2002 – PHOTOGRAPHY BY RON GALELLA [2].